# Pedro do Carmo
Pedro Nuno Raposo Prazeres do Carmo (Ourique, 30 de abril de 1971) é um ex-deputado e político português. Foi deputado à Assembleia da República desde a XIII legislatura até à XV legislatura  pelo Partido Socialista. Desempenhou, enquanto deputado, as funções de presidente da comissão de Agricultura e Pescas. Tem uma licenciatura em Direito.
Foi Presidente da Câmara Municipal de Ourique entre 2005 e 2015.